# Road Goes on Forever
The Road Goes on Forever is een Brits platenlabel, speciaal opgericht om muziekalbums uit te geven van de band Strawbs en de leden daarvan. Directeur was John Tobler, die ook vaak de teksten op de hoes schreef. Het bestond slechts een aantal jaren in de jaren negentig. Het kan gezien worden als de voorloper van Witchwood Media.